# (5375) Siedentopf
(5375) Siedentopf (1989 AN6) – planetoida z pasa głównego asteroid okrążająca Słońce w ciągu 5,64 lat w średniej odległości 3,17 j.a. Odkryta 11 stycznia 1989 roku.